# Episodi di Into the Dark (seconda stagione)
La seconda e ultima stagione della serie televisiva Into the Dark, composta da 12 episodi, è stata distribuita negli Stati Uniti su Hulu, dal 4 ottobre 2019 al 26 marzo 2021.
In Italia la stagione è stata pubblicata su RaiPlay, dal 19 marzo al 7 maggio 2021.
| nº | Titolo originale      | Titolo italiano            | Pubblicazione USA | Pubblicazione Italia |
| -- | --------------------- | -------------------------- | ----------------- | -------------------- |
| 1  | Uncanny Annie         | L'inquietante Annie        | 4 ottobre 2019    | 19 marzo 2021        |
| 2  | Pilgrim               | Pellegrini                 | 1º novembre 2019  | 19 marzo 2021        |
| 3  | A Nasty Piece of Work | Uno sporco lavoro          | 6 dicembre 2019   | 19 marzo 2021        |
| 4  | Midnight Kiss         | Il bacio di mezzanotte     | 27 dicembre 2019  | 19 marzo 2021        |
| 5  | My Valentine          | My Valentine               | 7 febbraio 2020   | 19 marzo 2021        |
| 6  | Crawlers              | Crawlers                   | 6 marzo 2020      | 19 marzo 2021        |
| 7  | Pooka Lives!          | Pooka, il ritorno          | 3 aprile 2020     | 7 maggio 2021        |
| 8  | Delivered             | Maternità                  | 8 maggio 2020     | 7 maggio 2021        |
| 9  | Good Boy              | Bravo cucciolo             | 12 giugno 2020    | 7 maggio 2021        |
| 10 | The Current Occupant  | Nella mente del Presidente | 17 luglio 2020    | 7 maggio 2021        |
| 11 | Tentacles             | Tentacoli                  | 12 febbraio 2021  | 7 maggio 2021        |
| 12 | Blood Moon            | Luna di sangue             | 26 marzo 2021     | 7 maggio 2021        |